# Aleuroplatus polystachyae
Aleuroplatus polystachyae là một loài côn trùng cánh nửa trong họ Aleyrodidae, phân họ Aleyrodinae.
Aleuroplatus polystachyae được Takahashi miêu tả khoa học đầu tiên năm 1955.